# Дарваг
Дарваг — село в Табасаранском районе Республики Дагестан (Россия).
Образует сельское поселение село Дарваг как единственный населённый пункт в его составе.

## География
Расположено в Предгорном Дагестане, в 20 км к западу от города Дербент.

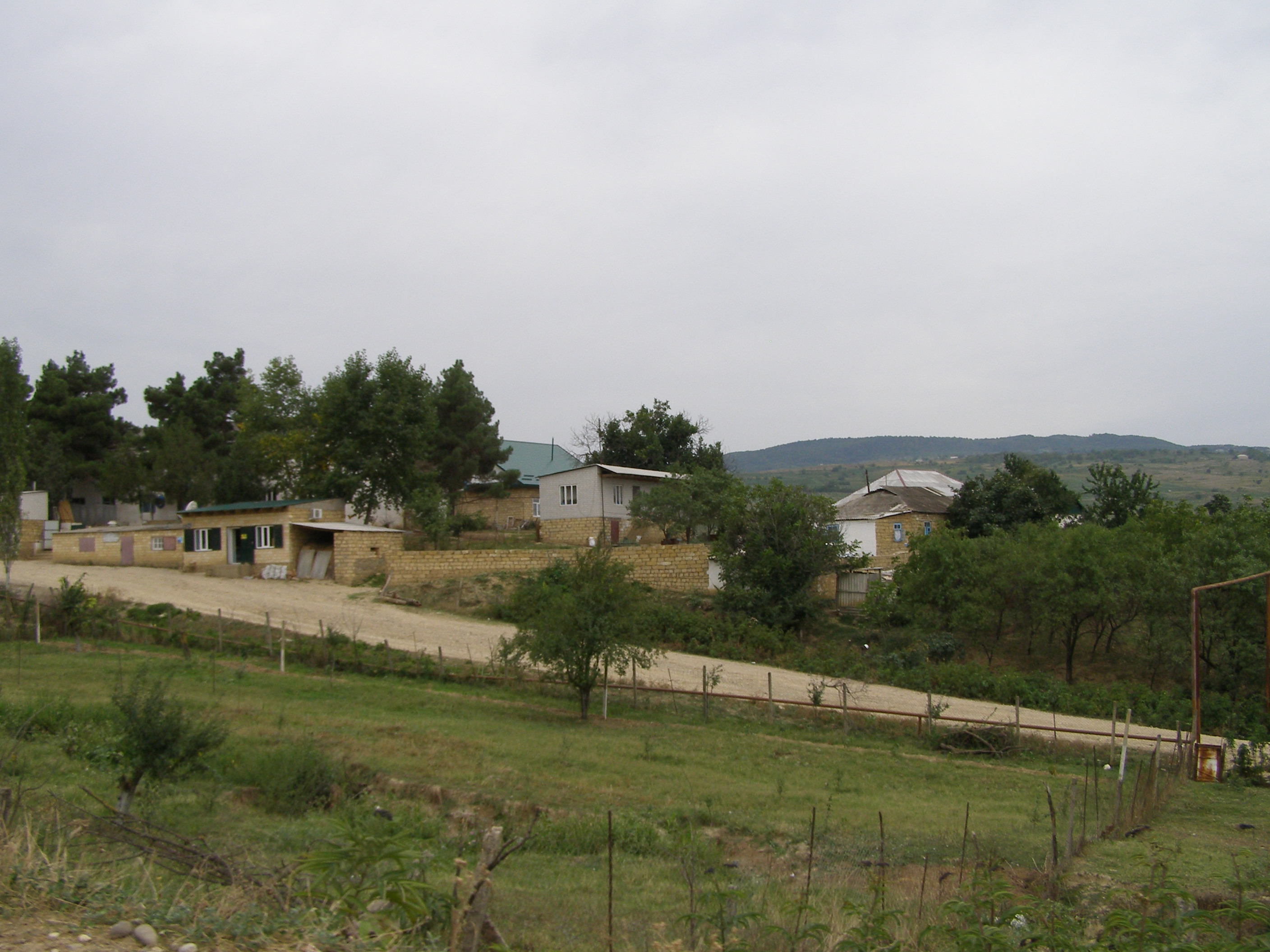
Село Дарваг, Дагестан

Остатки средневековых укреплений

## История
По некоторым данным село возникло в V—VII веках, вокруг одной из сторожевых башен оборонительной стены «Даг-Бары».
Дарваг упоминается в Дербенд-наме. В частности указанно, что Абу Джафар Мансур став халифом направил на Кавказ Йезида ибн Асада с войском для строительства крепостей вблизи Дербента. За шесть месяцев Йезид ибн Асад построил несколько крепостей, и в их числе крепость Дарваг, которую населил жителями из ближневосточного региона, приведенных с собой специально для этой цели.

## Население
| 1895  | 1926  | 1939  | 1959  | 1970  | 1989  | 2002  |
| ----- | ----- | ----- | ----- | ----- | ----- | ----- |
| 968   | ↗1223 | ↗1455 | ↗1687 | →1687 | ↗2124 | ↗2684 |
| 2010  | 2012  | 2013  | 2014  | 2015  | 2016  | 2017  |
| ↗2889 | ↘2874 | ↘2850 | ↘2815 | ↘2803 | ↗2804 | ↗2825 |
| 2018  | 2019  | 2020  | 2021  | 2023  | 2024  | 2025  |
| ↗2890 | ↘2875 | ↗2906 | ↘2891 | ↗2923 | ↗2984 | ↘2981 |

Моноэтническое азербайджанское население.
По убеждению жителей Дарвага они происходят от арабов.
По сообщению Бакиханова арабская речь к началу XIX века вышла здесь из употребления, хотя некоторые старики знали его ещё в 1840-х годах.
Кавказский календарь на 1857 года показывает в Дарваге (ﺩﺮﻮﺎﻖ) татаро- и татоязычных лезгин-суннитов (лезгинами в дореволюционной литература называли всех дагестанских горцев).
Все последующие дореволюционные материалы фиксируют его жителей уже как "тюрков" или "татар".

## Экономика
Предприятие «Красный Октябрь»
В прошлом известно как центр резьбы по камню (XVI—XVII века), ковроделия и разведения марены (XIX век).

## Достопримечательности
- Мечеть с минаретом (XV век)
- Сторожевые башни крепостной стены Даг-Бары
- Бекский дом «Беглер эви» конца XIX — начала XX веков
- Родники: «Гюз булаг», «Иситме булаг», «Гумгум булаг»